# هیتر پرونل
هیتر پرونل (به انگلیسی: Heather Purnell) ژیمناست زادهٔ ۵ نوامبر ۱۹۸۶ میلادی اهل کشور کانادا است.